# Morfología (diseño)

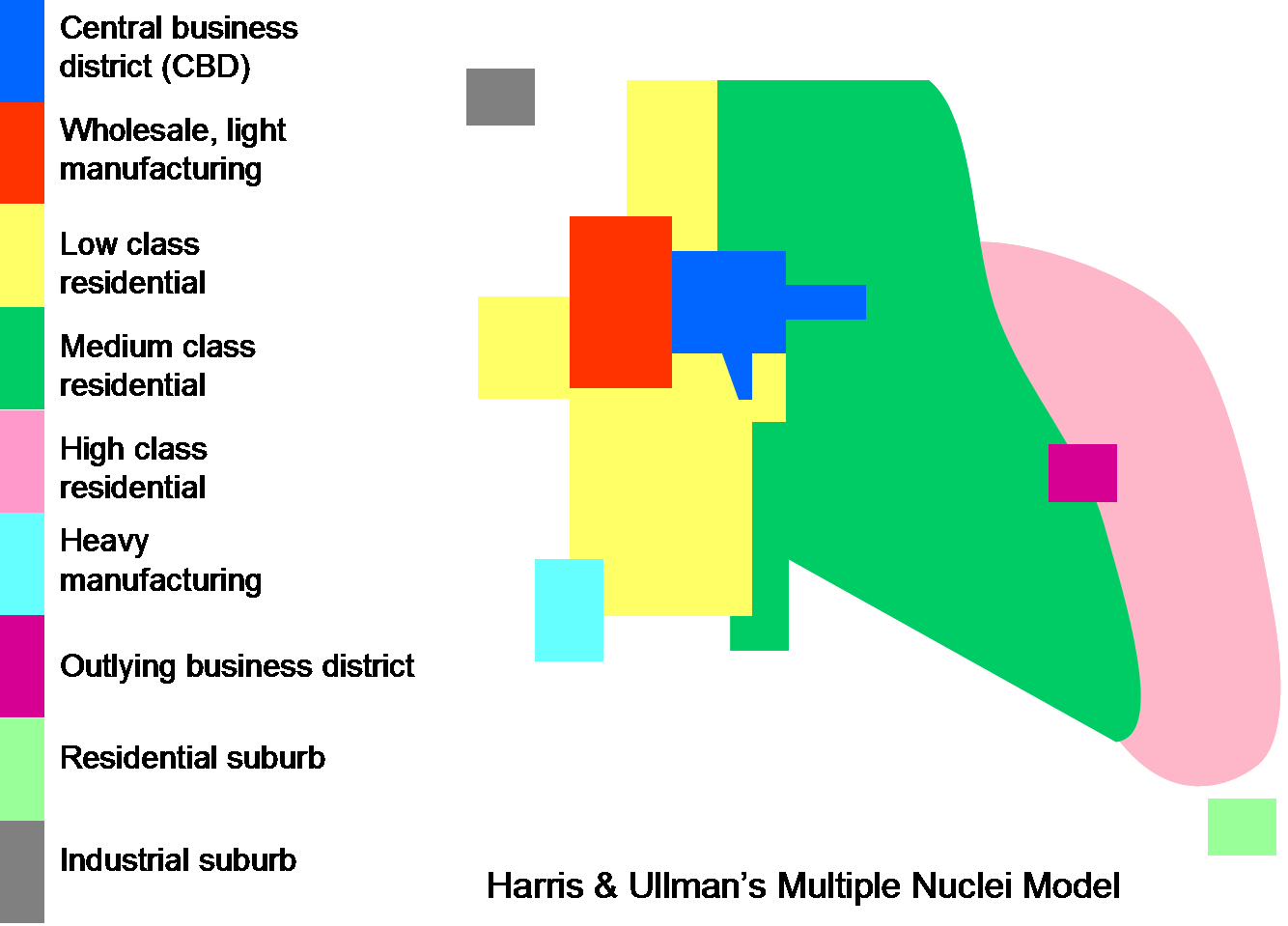
Ejemplo de Morfología

La morfología (de los elementos compositivos morfo- y -logía, y estos del griego μορφο- [morfo-] ‘forma’, y -λογία [-loguía] ‘tratado’, ‘estudio’, ‘ciencia’) es la disciplina que estudia la generación y las propiedades de la forma. Se aplica en casi todas las ramas del diseño.
Aunque es una actividad creativa, en la artesanía no rigen las leyes morfogenerativas ni la lectura ni comprensión de la forma, por lo que se desarrolla en un ámbito exclusivamente industrial, como en el automotriz, de electrodomésticos, mobiliario, etc.; y suele intervenir en el desarrollo de productos —como autos, lavarropas, lámparas, celulares, envases, etc.— no solo a nivel formal, sino también estructural y de comunicación operativa.

## Aspecto conformativo
Partiendo de una definición clásica, el espacio es una serie infinita de puntos y la figura es por el contrario, una serie finita puntos; y es así como a partir de la matriz surgen entonces tipologías básicas según cómo se desarrolla la figura en el espacio y las dimensiones predominantes: punto, línea, área y volumen.
Sin embargo existen otras leyes que dominan la construcción y generación de formas industriales son: las curvas cónicas, que permiten describir curvas desarrollables industrialmente y las estructuras poliédricas, que permite desarrollar fundamentalmente sistemas de figuras. 
La figura es simplemente inmaterial, y aunque quizás no se pueda ver o tocar, si es susceptible de representar. Así, con el conocimiento de la figura, el diseñador se vale de la lectura morfológica (un proceso de comprensión y comunicación de la forma) para desarrollar formas industrialmente desarrollables, para luego hacer de éstas algo tangible a través de las tipologías de estereotomía, superficies espaciales y maquetas volumétricas.
Además de la metodología de generación de formas mencionadas, se describen los siguientes tipos de construcción formal: organizaciones heterogéneas —composición de dos o más componentes vinculados—, series —designación de series, familias y líneas de productos que se emparentan según leyes de transformación—, intersecciones —intersecciones de dos o más formas según adición o sustracción—.

## Aspecto configurativo
Los aspectos configurativos son los que hacen que la forma sea percibida táctil y visualmente y comuniquen su función operativa. Para esto se aplican criterios de comunicación de los productos como por ejemplo mandos y displays diferenciados por colores o identificación de categorías funcionales.
Por lo que se deben definir las siguientes variables:
- Color: Sirve esencialmente para diferenciar componentes a través de contrastes o diferencias de tinta, para cuestiones de seguridad, para ajustarse a un grupo de usuarios o sociedad, etc.
- Textura: También se aplica en diferenciación de componentes y categorías funcionales, pero en este caso la textura puede ser absolutamente funcional, como el grip de una lapicera.
- Brillos, transparencias: Determinan la configuración del objeto según el concepto que maneje el diseñador, por ejemplo, el brillo puede resaltar teclas de jerarquía en un tablero y la transparencia puede mostrar el interior de un objeto —como las computadoras iMac— según criterios del diseñador.